# Steinfeld (Stadelhofen)
Steinfeld ist ein Gemeindeteil der Gemeinde Stadelhofen im oberfränkischen Landkreis Bamberg in Bayern.

## Geografie
Im Pfarrdorf entspringt die Wiesent, der Hauptfluss der Fränkischen Schweiz, der nach 78 Kilometern bei Forchheim in die Regnitz mündet.

## Geschichte
Das Pfarrdorf Steinfeld ist seit der Gebietsreform Sitz der Verwaltungsgemeinschaft Steinfeld, zu der die Gemeinden Wattendorf, Stadelhofen und Königsfeld gehören. Am 1. Mai 1978 wurde Steinfeld im Zuge der Gebietsreform in Bayern in die Gemeinde Stadelhofen eingegliedert.
Im Jahr 1958 wurde eine Gefriergemeinschaft gegründet; die Gemeinschafts-Gefrieranlage mit 40 Fächern besteht – 2010 saniert – als eine der ganz wenigen noch heute.

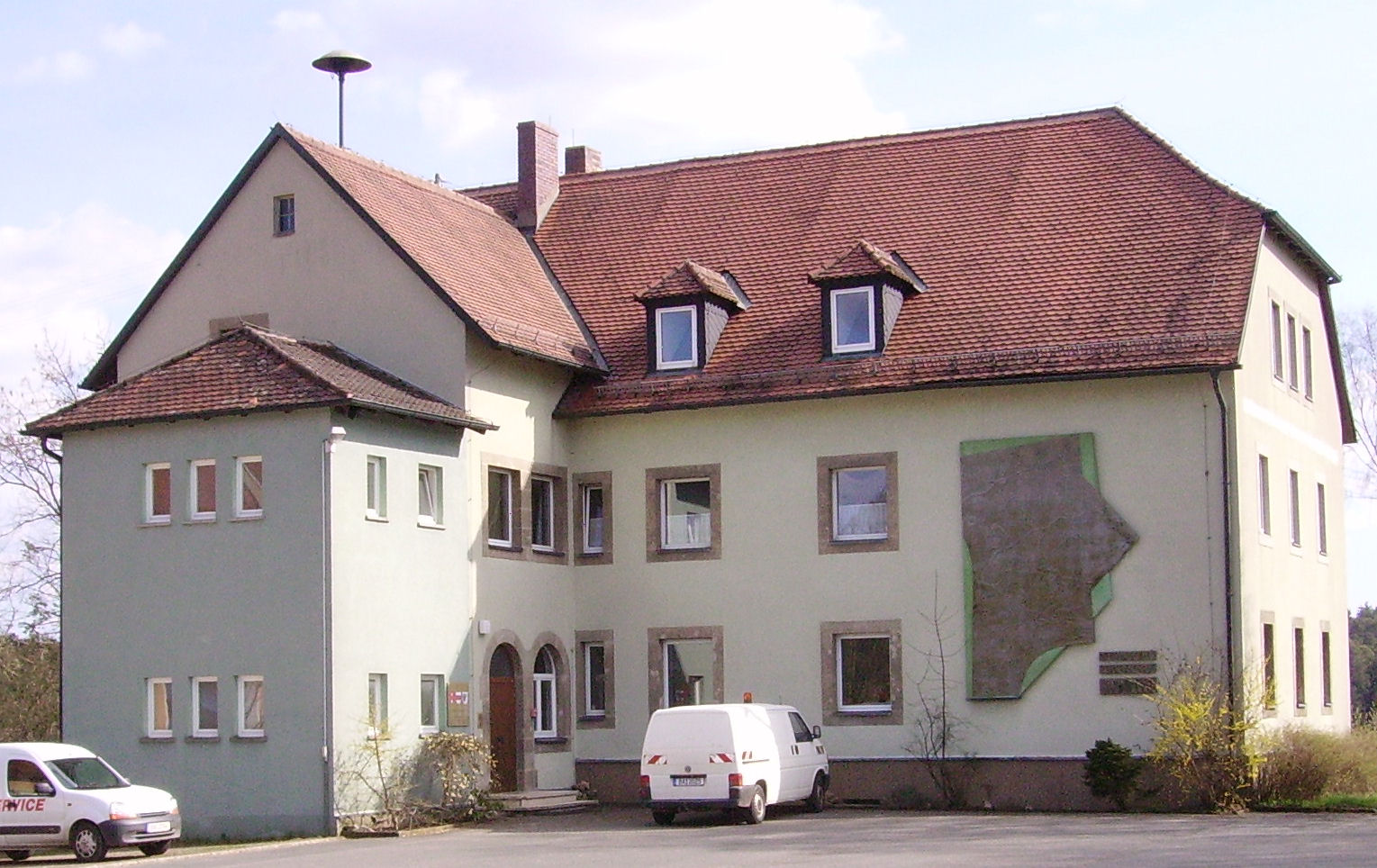
Rathaus
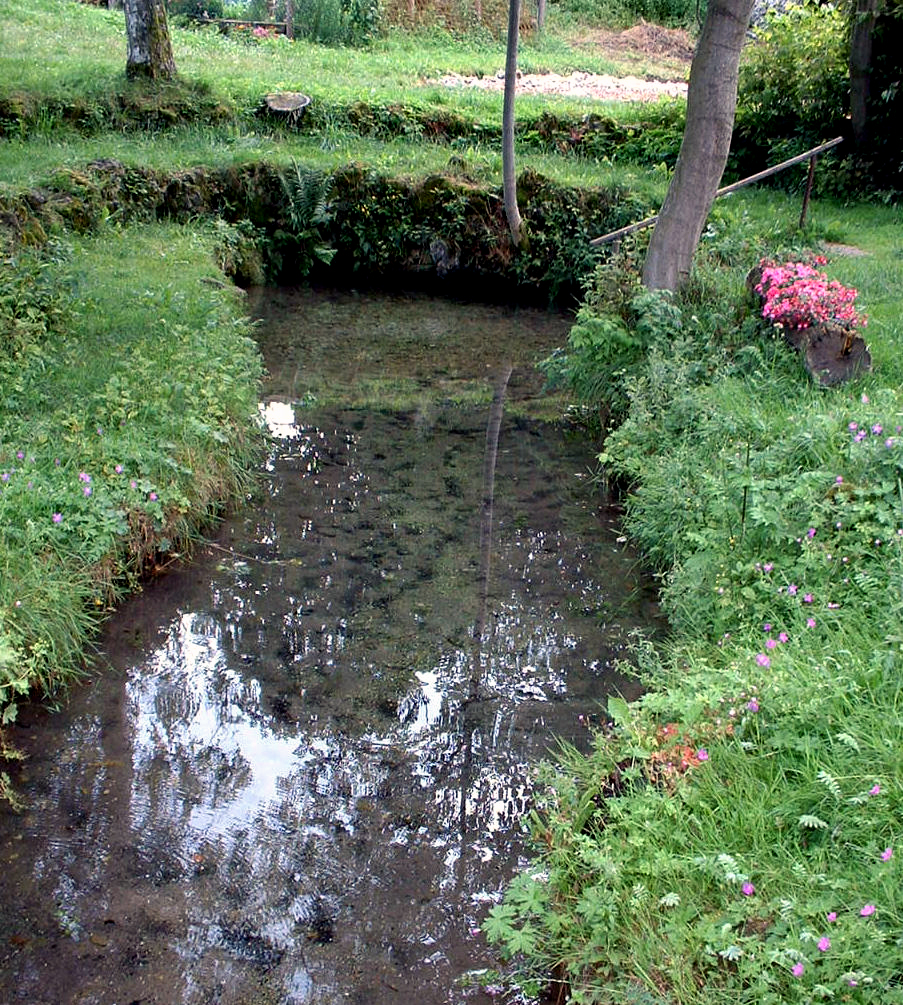
Quelle der Wiesent in Steinfeld
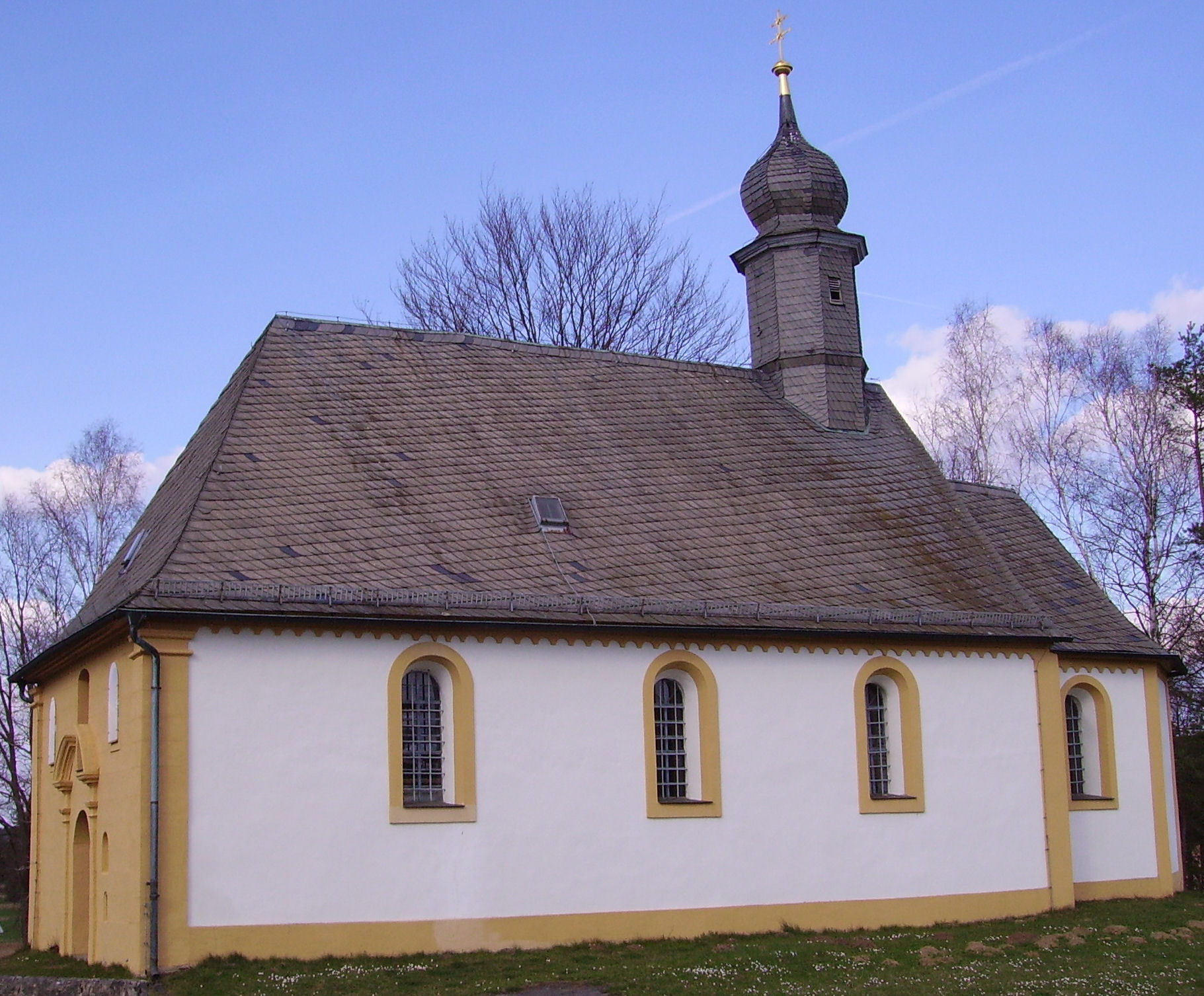
Wallfahrtskirche bei Steinfeld
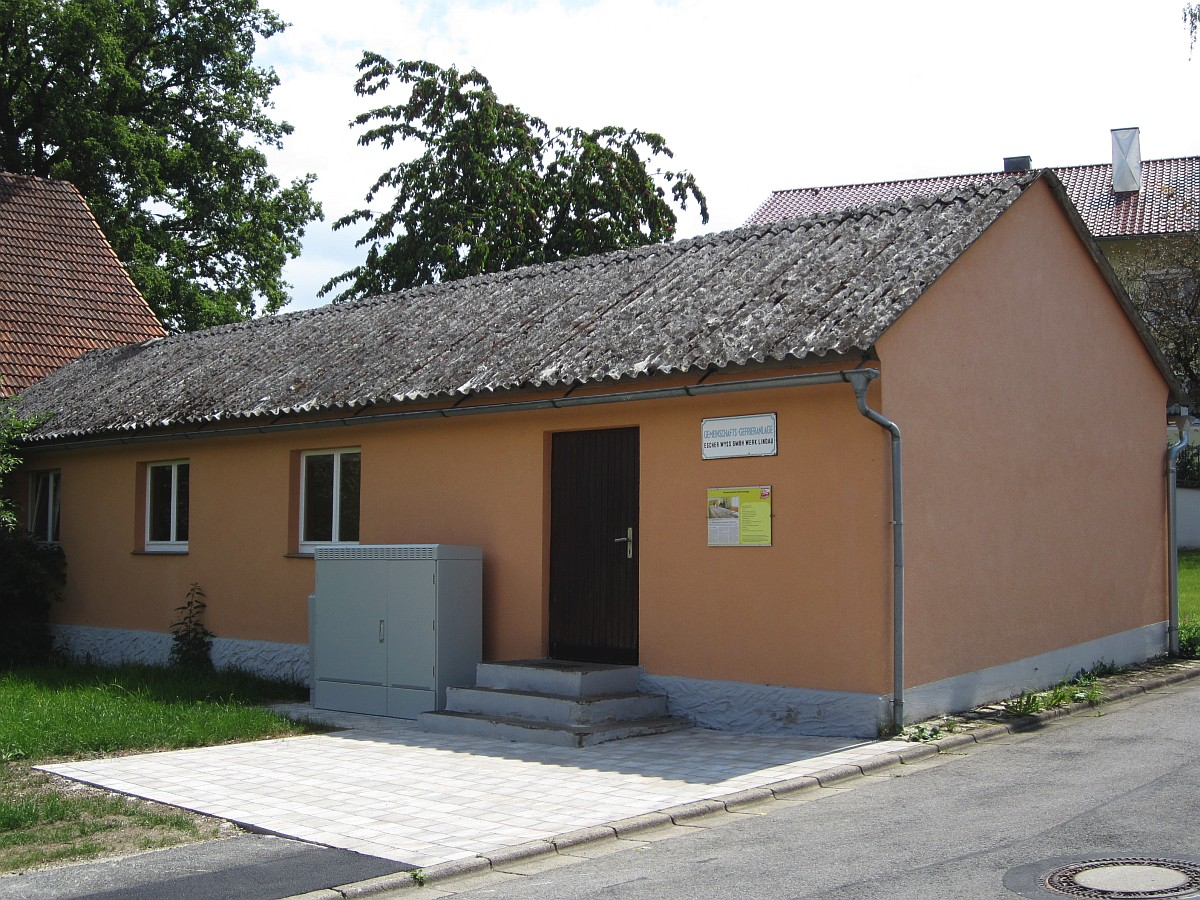
Gemeinschafts-Gefrieranlage

## Brauerei
Seit 1720 ist in Steinfeld die kleine Privatbrauerei Hübner Bräu beheimatet, zu der auch eine Gaststätte gehört.

## Feuerwehr
In Steinfeld existiert eine Freiwillige Feuerwehr, die über ein Löschgruppenfahrzeug 8 sowie ein Mehrzweckfahrzeug verfügt.

## Verkehr
Steinfeld liegt an der Bundesstraße 22, der ehemaligen Reichsstraße Rottendorf–Weiden, die von Rottendorf bei Würzburg nach Cham in der Oberpfalz führt. Nördlich verläuft die Bundesautobahn 70 mit den Anschlussstellen Stadelhofen und Schirradorf.